# Habanolide
Habanolide è il nome commerciale di un muschio policiclico sintetico, caratterizzato da un distinto odore muschiato, dolce e talcato, con una nota sottostante calda e leggermente legnosa. Commercializzato anche con il nome Globalide, è una fragranza utilizzata industrialmente per aggiungere un odore muschiato a saponi, detergenti, cosmetici e profumi.

## Sintesi e usi
La sintesi dell'habanolide è stata brevettata nel 1989. È uno dei muschi macrociclici meno cari disponibili, ed è uno dei componenti di famosi profumi come Bvlgari for men (Bulgari, 1995), Salvatore Ferragamo pour Homme (Ferragamo, 1999), Hypnotic Poison (Dior, 1998), Mon Guerlain EDT (Guerlain, 2017). La sintesi industriale parte dal ciclododecanone, un chetone ciclico facilmente disponibile, ed è schematizzata nella figura seguente.